# Astragalus confinis
Astragalus confinis är en ärtväxtart som beskrevs av Ivan Murray Johnston. Astragalus confinis ingår i släktet vedlar, och familjen ärtväxter. Inga underarter finns listade i Catalogue of Life.